# Lison-Pramaggiore Bianco
Il Lison-Pramaggiore Bianco è uno dei vini cui è riservata la DOC "Lison-Pramaggiore".

## Caratteristiche organolettiche
- colore: paglierino con riflessi verdognoli a volte dorati.
- odore: caratteristico, gradevole.
- sapore: asciutto, a volte morbido.